# WILD&MOODY
『WILD & MOODY』（ワイルド・アンド・ムーディ）は、日本のシンガーソングライター・ドラマーである高橋幸宏の6枚目のアルバム。
1984年11月10日にアルファレコードの¥ENレコードレーベルからリリースされた。
作詞は高橋、スティーヴ・ジャンセン、ピーター・バラカン、ビル・ネルソン、アイヴァ・デイヴィスが行い、作曲は高橋のほかに、ニールとビル、アイヴァが担当した楽曲に加え、クロスビー・スティルス・ナッシュ&ヤングの「HELPLESS」（1970年）のカバーが収録され、プロデューサーは高橋が担当している。また、当時高橋は「マンガ的なものにしたい」と語っている。
2022年5月25日に『WILD & MOODY+1』（ワイルド・アンド・ムーディプラスワン）として、オーストラリアのみシングルカットされた「WALKING TO THE BEAT」の別ヴァージョンをボーナス・トラックに追加収録され発表された（後述）。

## リリース
1983年8月24日にアルファレコードの¥ENレコードレーベルからLPレコードとCTの2形態でリリースされた。
1992年8月21日に初CD化され、その後1994年9月28日に再度リリースされた。
2005年3月24日にデジタルリマスタリングが施されたCDに、初回盤は紙ジャケット仕様としてソニー・ミュージックダイレクトのGT musicレーベルからリリースされた。
2022年5月25日にソニー・ミュージックダイレクトのALDELIGHTレーベルから「ユキヒロ×幸宏 EARLY 80s」の第3弾としてLPレコードで、サウンドトラック『四月の魚』（1985年）と同時にリリースされ、リマスタリングは砂原良徳、アナログカッティングをバーニー・グランドマンがそれぞれ担当した。

## 収録曲
| 全編曲: 高橋幸宏。 |                                   |                        |                |       |
| #                  | タイトル                          | 作詞                   | 作曲           | 時間  |
| 1.                 | 「WILD & MOODY」                  |                        | 高橋幸宏       | 1:21  |
| 2.                 | 「STRANGER THINGS HAVE HAPPENED」 | スティーヴ・ジャンセン | 高橋幸宏       | 4:09  |
| 3.                 | 「KILL THAT THERMOSTAT」          | ピーター・バラカン     | 高橋幸宏       | 4:46  |
| 4.                 | 「HELPLESS」                      | ニール・ヤング         | ニール・ヤング | 5:02  |
| 合計時間:          | 合計時間:                         | 合計時間:              | 合計時間:      | 15:18 |

| 全編曲: 高橋幸宏。 |                                    |                      |                                |       |
| #                  | タイトル                           | 作詞                 | 作曲                           | 時間  |
| 1.                 | 「THE PRICE TO PAY」               | ピーター・バラカン   | 高橋幸宏                       | 5:10  |
| 2.                 | 「BOUNDS OF REASON BONDS OF LOVE」 | ビル・ネルソン       | 高橋幸宏、ビル・ネルソン       | 3:50  |
| 3.                 | 「WALKING TO THE BEAT」            | アイヴァ・デイヴィス | 高橋幸宏、アイヴァ・デイヴィス | 5:29  |
| 合計時間:          | 合計時間:                          | 合計時間:            | 合計時間:                      | 14:29 |

## 曲解説

### A面
1. WILD & MOODY
2. STRANGER THINGS HAVE HAPPENED
3. KILL THAT THERMOSTAT
4. HELPLESS
  - クロスビー・スティルス・ナッシュ&ヤングが1970年に発表したアルバム『デジャ・ヴ』に収録されている楽曲のカバー。

### B面
1. THE PRICE TO PAY
2. BOUNDS OF REASON BONDS OF LOVE
3. WALKING TO THE BEAT
  - ミックスを変更されたうえでオーストラリアのみシングルカットされた。

## 参加ミュージシャン
| WILD & MOODY - 高橋幸宏 : Keyboards STRANGER THINGS HAVE HAPPENED - 高橋幸宏 : Vocals, Drums, Keyboards - Iva Davies : Oboe, Guitar, Backing Vocal - 細野晴臣 : Bass Guitar - 坂本龍一 : Fairlight - 沢村満 : Sax - Myrah & Penny : Backing Vocal KILL THAT THERMOSTAT - 高橋幸宏 : Vocals, Drums, Keyboards - 坂本龍一 : Fairlight - 細野晴臣 : Bass Guitar - 沢村満 : Sax - Myrah & Penny : Backing Vocal HELPLESS - 高橋幸宏 : Vocal, Drums, Keyboards - Bill Nelson : Guitar, Vocal | THE PRICE TO PAY - 高橋幸宏 : Vocal, Drums, Keyboards, Guitar - 白井良明 : Guitar - 坂本龍一 : Fairlight - Rodney Drummer : Bass Guitar - 沢村満 : Sax BOUNDS OF REASON BONDS OF LOVE - 高橋幸宏 : Vocal, Drums, Keyboards - Bill Nelson : Guitar, Vocal - Myrah & Penny : Backing Vocal WALKING TO THE BEAT - 高橋幸宏 : Vocal, Drums, Keyboards - Iva Davies : Guitar, Vocal - 沢村満 : Sax - 松武秀樹 : Orange-2 - Rodney Drummer : Bass Guitar - Myrah & Penny : Backing Vocal |

## リリース履歴
| No. | 日付          | 国名 | レーベル                                   | 規格 | 規格品番  | 備考                                                                               |
| --- | ------------- | ---- | ------------------------------------------ | ---- | --------- | ---------------------------------------------------------------------------------- |
| 1   | 1983年8月24日 | 日本 | アルファレコード / ¥ENレコード             | LP   | YLR-28009 |                                                                                    |
| 1   | 1983年8月24日 | 日本 | アルファレコード / ¥ENレコード             | CT   | YLC-28009 |                                                                                    |
| 2   | 1992年8月21日 | 日本 | アルファレコード / ¥ENレコード             | CD   | ALCA-365  |                                                                                    |
| 3   | 1994年9月28日 | 日本 | アルファミュージック                       | CD   | ALCA-9062 |                                                                                    |
| 4   | 2006年7月26日 | 日本 | ソニー・ミュージックダイレクト / GT music  | CD   | MHCL-793  | リマスタリング音源、初回盤のみ紙ジャケット仕様                                     |
| 5   | 2022年5月25日 | 日本 | ソニー・ミュージックダイレクト / ALDELIGHT | LP   | MHJL-214  | 砂原良徳によるリマスタリング音源、バーニー・グランドマンによるアナログカッティング |

## WILD & MOODY+1

### リリース
2022年5月25日にソニー・ミュージックダイレクトのALDELIGHTレーベルから「ユキヒロ×幸宏 EARLY 80s」の第3弾として、SA-CDハイブリッドで、サウンドトラック『四月の魚』（1985年）と同時にリリースされ、リマスタリングは砂原良徳が担当し、ライナーノーツには砂原と飯尾芳史による対談が掲載されている。

### 収録曲
| 全編曲: 高橋幸宏。 |                                                                      |                        |                                |       |
| #                  | タイトル                                                             | 作詞                   | 作曲                           | 時間  |
| 1.                 | 「WILD & MOODY」                                                     |                        | 高橋幸宏                       | 1:21  |
| 2.                 | 「STRANGER THINGS HAVE HAPPENED」                                    | スティーヴ・ジャンセン | 高橋幸宏                       | 4:09  |
| 3.                 | 「KILL THAT THERMOSTAT」                                             | ピーター・バラカン     | 高橋幸宏                       | 4:46  |
| 4.                 | 「HELPLESS」                                                         | ニール・ヤング         | ニール・ヤング                 | 5:02  |
| 5.                 | 「THE PRICE TO PAY」                                                 | ピーター・バラカン     | 高橋幸宏                       | 5:10  |
| 6.                 | 「BOUNDS OF REASON BONDS OF LOVE」                                   | ビル・ネルソン         | 高橋幸宏、ビル・ネルソン       | 3:50  |
| 7.                 | 「WALKING TO THE BEAT」                                              | アイヴァ・デイヴィス   | 高橋幸宏、アイヴァ・デイヴィス | 5:29  |
| 8.                 | 「WALKING TO THE BEAT (Australian Single Edit)」(ボーナス・トラック) | アイヴァ・デイヴィス   | 高橋幸宏、アイヴァ・デイヴィス | 4:08  |
| 合計時間:          | 合計時間:                                                            | 合計時間:              | 合計時間:                      | 33:55 |

### 曲解説
1. WILD & MOODY
2. STRANGER THINGS HAVE HAPPENED
3. KILL THAT THERMOSTAT
4. HELPLESS
5. THE PRICE TO PAY
6. BOUNDS OF REASON BONDS OF LOVE
7. WALKING TO THE BEAT
8. WALKING TO THE BEAT (Australian Single Edit)
  - ボーナス・トラック
  - オーストラリアのみシングルカットされたミックスヴァージョン。

### リリース履歴
| No. | 日付          | 国名 | レーベル                                   | 規格              | 規格品番   | 備考                                                                       |
| --- | ------------- | ---- | ------------------------------------------ | ----------------- | ---------- | -------------------------------------------------------------------------- |
| 1   | 2022年5月25日 | 日本 | ソニー・ミュージックダイレクト / ALDELIGHT | SA-CDハイブリッド | MHCL-10156 | 砂原良徳によるリマスタリング音源、ライナーノーツ: 砂原と飯尾芳史による対談 |